# Frans Jozef van Bragança
Frans Jozef Gerardus Maria van Bragança (Merano, 7 september 1879 — Ischia, 15 juni 1919) was een Portugese prins uit het huis Bragança.
Hij was de tweede zoon van Michaël van Bragança de Miguelistische troonpretendent en Elisabeth Marie von Thurn und Taxis. Hij was genoemd naar zijn peetoom, keizer Frans Jozef I van Oostenrijk. Frans Jozefs grootvader, Michaël I was in 1834 met zijn nazaten uit Portugal verbannen en nu leefde deze tak van de Bragança's grotendeels in Oostenrijk, waar Frans Jozefs vader een hoge rang had in het leger. In navolging van zijn vader trad ook Frans Jozef toe tot het Oostenrijkse leger. Aanvankelijk kwam hij bij de huzaren, maar nadat hij zich daar ongedisciplineerd had gedragen, kreeg hij een standje van de Oostenrijkse keizer en werd vervolgens overgeplaatst naar de dragonders, waar hij belast werd met de grenspatrouille aan de Oostenrijks-Russische grens.
In augustus 1902 raakte Frans Jozef betrokken bij een zedenschandaal. In de marge van de kroning van de Britse koning Eduard VII, zou hij zich vergrepen hebben aan een vijftienjarige jongen. Hierbij zouden ook nog twee andere mannen betrokken zijn geweest. Een getuige verklaarde door een gat in de slaapkamerdeur van een woonhuis in Lambeth gekeken te hebben en op die wijze zou hij de prins hebben gezien in seksueel verkeer met de jongen. Uit onderzoek in de betreffende woning bleek dat door het bewuste gat in de deur slechts enkele centimeters van het bed te zien waren geweest, zodat de getuige nooit de door hem beschreven handelingen kon hebben waargenomen. Hierop werd de prins vrijgesproken. Niettemin moest hij zijn betrekking in het Oostenrijkse leger opgeven. Zijn bezittingen werden ondergebracht in een fonds, dat werd beheerd door zijn zwager, Karel Lodewijk von Thurn und Taxis.
Tijdens de Eerste Wereldoorlog trad hij opnieuw in dienst bij de Oostenrijkse huzaren. Hij werd krijgsgevangene gemaakt en vervoerd naar het Italiaanse eiland Ischia. Daar overleed hij in 1919 aan hartfalen.